# Optimisation copositive
 (mars 2023).
Si vous disposez d'ouvrages ou d'articles de référence ou si vous connaissez des sites web de qualité traitant du thème abordé ici, merci de compléter l'article en donnant les références utiles à sa vérifiabilité et en les liant à la section « Notes et références ».
En optimisation mathématique, un problème d'optimisation copositive consiste à minimiser une fonction linéaire sur la partie de {\displaystyle \mathbb {R} ^{n\times n}} formée de l'intersection du cône des matrices copositives et d'un sous-espace affine. Ce problème a la particularité d'être à la fois convexe et NP-difficile.
L'optimisation copositive est la discipline qui analyse les problèmes d'optimisation copositive et propose des méthodes de résolution. On y rencontre beaucoup de problèmes difficiles à résoudre, comme celui de la clique maximale, l'assignation quadratique, le partitionnement de graphe, l'optimisation quadratique standard, etc. Cette discipline est duale de l'optimisation complètement positive, car le cône dual de celui des matrices complètement positives est le cône des matrices copositives.